# Avetrana
Avetrana är en ort och kommun i provinsen Taranto i regionen Apulien i Italien. Kommunen hade 6 604 invånare (2017).